# 1980년대
1980년대는 1980년부터 1989년까지를 가리킨다.

## 정치 경제
1980년대는 세계적으로 자유시장 경제를 강조하는 보수주의의 물결이 일었다. 미국에서는 로널드 레이건이 레이거노믹스를 발표하며 신자유주의의 서막을 알렸고 영국에서는 마거릿 대처가 비슷한 경제 정책을 강행하였다. 이들은 옛 고전경제학의 자유방임주의를 다시 호출하여 작은 정부와 시장 자율을 강조하였고 자유 무역에 따른 세계 경제 재편을 추구하였다. 자유시장을 강조하는 이러한 흐름의 배경에는 1970년대 후반 공산권의 계획경제가 여러 문제를 드러내며 쇠락하는 가운데 데탕트의 영향으로 서구와 공산권의 체제 경쟁과 냉전에 따른 비용이 줄어들고, 1970년대 말 석유 위기를 벗어나자 세계적인 경제 호황이 뒤를 이으면서 경제적 낙관론이 주류를 이룬 측면이 있다. 체제 경쟁 과정에서 서구권은 케인즈주의를 기반으로 정부가 산업과 사회 복지 모두에서 주도적 역할을 계속하여 왔으나 1980년대에 들어 세금의 축소와 시장 자율을 강조하는 보수 정권이 들어서게 되면서 신자유주의는 보수적 정책의 이념적 기반이 되었다. 신자유주의 경제 정책은 세계 여러 곳에서 농민과 노동자 등의 격렬한 반대에 부딛혔으나 1986년 9월 시작된 우루과이 라운드를 통하여 세계적인 단일 무역 기구 설립 논의가 시작되어 1995년 세계무역기구의 출범으로 이어진다.
이 시기 서구권의 기업들은 다국적 기업으로 성장하였고 일본, 서독 등의 선진국 뿐만 아니라 대만, 대한민국, 멕시코, 태국과 같은 개발도상국도 빠른 경제성장을 보였다. 일본은 이 시기를 전후 경제성장의 황금기로 기억하며 흔히 버블시대로 불린다. 대한민국의 경우 유가, 금리, 환율이 모두 낮은 3저 호황이 수출 주도형 경제 성장에 긍정적인 영향을 주었다. 한편 덩샤오핑 이후 개혁·개방 정책을 편 중국도 이 시기부터 경제 성장률이 상승하였고 소련은 미하일 고르바쵸프의 집권 이후 페레스트로이카를 추진하였다.
세계적 자유 무역을 추진하던 경제 상황과 별개로 1980년대 세계의 정세는 여전히 냉전의 영향 아래 있었으며 초강대국은 전략적 요충지에 대한 자국의 영향력을 강화하고자 하였다. 1979년 12월 시작된 소련–아프가니스탄 전쟁은 1980년대 말까지 계속되었고 이는 소련의 정치, 사회, 경제 등에 많은 영향을 미쳐 결국 소련 해체의 한 원인으로 작용하였다. 한편 1979년 이란 혁명으로 수립된 이란 이슬람 공화국은 중동 지역의 패권을 놓고 이라크 등과 경쟁하며 이란-이라크 전쟁을 비롯한 많은 중동 지역 무력 충돌의 한 축이 되었다. 이슬람 세계의 이러한 분쟁들에 대하여 미국은 "적의 적은 친구"라는 입장을 취했는데 이란에 대해서는 이라크의 사담 후세인을 지원하는 정책을 펼치고 아프가니스탄에 대해서는 소련에 맞서는 탈레반을 지원하였다. 훗날 후세인과 탈레반은 모두 지역 패권을 위해 미국과 맞서게 되었다. 레이건 정부는 콘트라 반군 지원을 위해 비밀리에 이란에 무기 판매를 허용하는 이란-콘트라 사건이 폭로되어 정치적 위기를 맞았다. 1980년대 이슬람 근본주의의 영향을 받은 헤즈볼라, 알카에다와 같은 무장 단체의 결성이 이어졌다.
한편 아프리카의 탈식민지화 이후 수립된 아프리카의 많은 신생 독립국들은 수 많은 갈등으로 내전을 겪었다. 갈등의 원인은 인종, 체제, 종교 등 다양하였으나 서구 제국주의의 식민지가 기존의 상황을 무시한 채 위도와 경도를 기준으로 이들 지역을 인위적으로 분할한 것이 근본적 원인으로 지목된다. 독립 이후 아프리카 국가들 상당수는 자본과 인프라가 부족한 상태에서 냉전의 양측과 적절한 거리를 두는 비동맹주의 외교를 통해 성장하고자 하였으나 국내의 여러 갈등 요인을 효과적으로 봉합할 수는 없었다. 그 결과 사하라 이남 아프리카는 잦은 쿠테타와 독재 정권에서 독재 정권으로 이어지는 정변으로 불안정한 정세가 계속되었고 결국 많은 내전이 일어났다. 이들 지역의 내전은 정당성을 확보하지 못한 권력들이 천연자원을 군 이권 다툼의 양상을 보이며 격화되었다. 1974년 시작된 에티오피아 내전과 1975년 시작된 앙골라 내전은 친서방 정부와 사회주의 반군이 대립한 전쟁이었고, 1980년 시작된 우간다 내전은 사회주의 정부와 친서방 반군이 대립하였다. 이들 전쟁은 1980년대를 넘어 이후 21세기 초까지도 계속되면서 해당 지역의 수 많은 사람들이 희생되었다. 한편 1983년 시작된 제2차 수단 내전은 인종과 종교 문제가 얽혀 있었다.
잦은 정변과 내전으로 아프리카의 여러 지역은 식량 위기를 겪었다. 특히 에티오피아가 심각한 피해를 입어 세계적으로 이들을 구호하기 위한 모금 운동이 진행되었다. 1985년 에티오피아 구호를 위해 개최된 라이브 에이드는 성공적인 모금 성과를 보였지만 이 성과는 "아프리카 구호활동"이라는 새로운 산업만 육성하였을 뿐이라는 비판이 있다. 같은 해 제작된 《We Are the World》 역시 커다란 성공을 거두어 에티오피아 구호 활동을 하였다.
1980년대 말은 여러모로 격동의 시기였다. 동구권에서는 폴란드, 헝가리, 체코슬로바키아 등에서 공산주의 정권을 무너뜨리는 1989년 혁명이 발생하였고, 대한민국은 민주화 운동 끝에 헌법을 개정하여 제5공화국 체제를 철폐하였다. 1989년 11월 베를린 장벽 붕괴는 이러한 시대적 변화를 상징하였고 이후 1990년대 초의 소련 해체와 여러 독립국의 출현으로 이어졌다.

## 인구와 사회
1980년대에 이르러 세계 인구는 사상 유래 없는 증가를 보였다. 출산율은 1970년대에 비해 감소하였으나 유아 사망율이 극적으로 낮아지고 고령층의 수명이 연장된 결과였다. 1987년 세계 인구가 50억 명을 넘어서자 국제연합은 인구의 날을 지정하며 인구 문제를 환기하였다. 가파른 인구 증가를 보인 중화인민공화국, 인도, 대한민국 등은 산아 제한 정책을 펼쳐 인구를 조절하고자 하였고 남아선호가 강했던 이들 국가에서 초음파로 태아의 성별을 감식한 뒤 여아의 임신을 중단하는 일이 늘어나 사회 문제가 되기도 하였다.
경제 성장과 산업화로 도시화 현상이 일어나 세계의 여러 도시들이 대도시로 성장하였고 일본의 도쿄도와 대한민국의 서울을 비롯한 수도권과 같은 경우 전체 인구의 25%를 상회하는 초고밀도 도시가 되었다. 산업화로 가족의 구성도 변화하여 도시 주민의 대다수는 핵가족을 이루어 살게 되었다. 그러나 생활은 핵가족 단위로 살아가면서도 정서적으로는 여전히 일가친족을 모두 가족으로 여기는 대가족 기준의 가족 개념이 남아있어 명절이 되면 고향을 찾는 것을 당연히 여겼고, 이는 부부간 불화와 이혼 증가의 원인이 되기도 하였다.

## 디지털 기술
1970년대 후반에 등장한 개인용 컴퓨터는 1980년대 산업과 사무에서 일반화되기 시작하여 이후 디지털 기술의 급속한 발전으로 이어졌다. 1983년 TCP/IP 기반의 네트워크가 연결된 이후 1980년대 후반 알파넷을 흡수한 인터넷이 시작되어 이후 기술 혁신의 단초가 되었다. 1989년 팀 버너스리는 월드 와이드 웹의 하이퍼텍스트를 고안하여 이후 인터넷 정보의 표준적인 양식으로 자리잡게 되었다.
컴퓨터와 디지털 기술은 새로운 형태의 산업인 비디오 게임을 가능하게 하였다. 스페이스 인베이더는 세계적인 인기를 누렸고 수 많은 품질 낮은 콘솔 게임이 출시되어 출혈 경쟁을 하는 상황을 맞았다. 그 결과 일어난 1983년 비디오 게임 위기로 게임 업계는 세계적인 경기 침체를 경험하였다. 당시 유행한 갤럭시안, 팩맨 등은 지금도 비디오 게임의 고전으로 불린다. 1989년 닌텐도는 손에 쥐고 즐길 수 있는 콘솔인 게임보이를 발매하여 컴퓨터와 독립된 게임기 시장이 형성되었다.

## 문화
1981년 8월 미국에서 개국한 MTV는 공연 문화에 커다란 변화를 불러왔다. 1970년대 중반 이미 텔레비전이 대부분의 가정에 보급된 상황에서 버글스는 〈Video Killed the Radio Star〉라고 노래하였지만, MTV의 출연으로 이제 음악 산업은 노래뿐만 아니라 뮤직 비디오가 중심적인 콘텐츠로 자리잡게 되었다. 이러한 추세에 힘입어 마이클 잭슨, 휘트니 휴스턴, 프린스, 신디 로퍼, 마돈나, 자넷 잭슨과 같은 음악인들이 인기를 끌었다. 마이클 잭슨은 그 스스로가 80년대 미국의 상징으로 자리잡았고, 공연 산업의 발달은 대중들의 패션에도 많은 영향을 주었다. 남성들은 유명인들을 따라 장발에 선글라스를 낀 모습을 하였고 여성들은 마돈나의 《Like a Virgin》에 등장한 화려한 목걸이와 플라스틱 신발을 따라 신었다.
영화 부분에서 스티븐 스필버그의 《E.T.》가 있다. 《E.T.》는 기존의 SF에서 보여주었던 외계인에 대한 고정관념을 깨고 인간과 외계인의 우정을 다뤄 세계적인 흥행을 기록하였다. 한편 루카스필름의 《스타워즈》 시리즈는 1980년 《제국의 역습》, 1983년 《제다이의 귀환》을 연이어 성공시켰고 이후 오늘날까지 이야기를 이어가고 있다. 1980년대 세계 영화의 중심지는 여전히 할리우드였으며 《고스트버스터즈》, 《백 투 더 퓨처》, 《탑건》, 《인디아나 존스》와 같은 블록버스터 들이 제작되었다. 한편 한국 영화는 여전히 저자본 제작을 이어가고 있었으며 흔히 "방화"라고 표현되었다. 1980년대 제작된 한국 영화 중 흥행에 성공한 것으로는 60만 명의 관객이 본 것으로 추정되는 1984년의 《깊고 푸른 밤》이 있다. 대한민국은 이 시기 텔레비전의 보급이 일반화되면서 《수사반장》, 《전원일기》와 같은 드라마가 인기를 끌었다.

## 스포츠
동서 냉전의 여파로 1980년의 모스코바 올림픽에는 미국이 불참하였고 이어진 1984년 로스 엔젤스 올림픽에는 소련을 포함한 대부분의 동구권 국가가 불참하면서 올림픽 위원회가 내세운 스포츠를 통한 평화 기여의 가치는 퇴색되었다가, 1988년 서울 올림픽에 이르러 양측이 모두 참여함으로써 올림픽은 다시 전세계적인 스포츠 행가가 되었다.
캐나다 캘거리에서 열린 1988년 동계 올림픽에는 자메이카에서 봅슬레이에 출전하여 화재가 되었고 이 일은 훗날 영화 《쿨 러닝》의 소재가 되었다.

## 사건
- 1980년
  - 대한민국 5·18 광주 민주화 운동.
  - 대한민국 제5공화국 시작.
  - 7월 30일 교육법 개정으로 과외금지조치 시행. ( ~1988년까지)
  - 로널드 레이건, 미국 대통령으로 당선.
  - 세인트헬렌스산 분화.
- 1981년
  - 로널드 레이건 미국 대통령 취임.
  - 대한민국 제12대 대통령 선거, 전두환 당선되다.
  - 마하티르 빈 모하맛가 말레이시아 총리가 된다.
  - 우주왕복선 콜럼비아호 발사 성공.
  - 이집트 사다트 대통령 암살됨.
  - 서울 올림픽 유치.
- 1982년
  - 야간통행금지 해제
  - 1982년 월드컵에서 이탈리아 우승.
  - 영국과 아르헨티나간 포클랜드 전쟁 발발. 영국 승리.
- 1983년
  - 파이어니어 10호, 인류가 만든 비행체로서는 처음으로 태양계를 벗어남.
  - GNU 출범.
  - KAL 007기 격추사건 발생.
  - 아웅 산 묘역 테러 사건 발생.
- 1984년
  - 미국 제23회 로스 엔젤레스 하계 올림픽 개최.
  - 유고슬라비아 사라예보 동계 올림픽 개최.
  - 애플 매킨토시 판매 개시.
- 1985년
  - 대한민국 제12대 국회의원 선거.
  - 고르바초프, 소련의 서기장으로 선출.
  - 자유 소프트웨어 재단 출범.
  - 일본항공 123편 추락 사고
  - 63빌딩 준공.
- 1986년
  - 미국 챌린저호 폭발.
  - 소련 미르 우주 정거장 발사.
  - 대한민국 서울 아시안게임 개최.
  - 소련 체르노빌 사고 발생.
  - 월드컵에서 아르헨티나 우승.
  - 미국, 리비아 폭격.
- 1987년
  - 대한민국 6월 민주항쟁.
  - 대한민국 독립기념관 개관.
  - 대한항공 858편 폭파사건.
  - 대한민국 제13대 대통령 선거, 노태우 당선되다.
- 1988년
  - 대한민국 노태우 정부 출범.
  - 대한민국 제13대 국회의원 선거.
  - 대한민국 제24회 서울 하계 올림픽 개최.
  - 캐나다 캘거리 동계 올림픽 개최.
- 1989년
  - 조지 H. W. 부시 미국 대통령 취임.
  - 소련, 아프가니스탄 철수.
  - 독일, 베를린 장벽 붕괴.
  - 동구권의 민주화.
  - 중국 천안문 사태.

## 같이 보기
- 86세대